# Dasing
Dasing là một đô thị ở huyện Aichach-Friedberg bang Bayern nước Đức. Đô thị Dasing có diện tích 40,91 km², dân số thời điểm ngày 31 tháng 12 năm 2006 là 5346 người.